# 西晉交州行政區劃
孫吳舊州，太康元年（280年）平吳來屬，州治所在龍編縣（今越南社會主義共和國河內市東天德江北岸）。其範圍相當於今廣東雷州半島、廣西南部的防城港、欽州、北海及越南北部。

## 郡級行政區
孫吳交州領合浦、珠崖、交趾、新昌、武平、九真、九德7郡，西晉平吳後廢珠崖郡併入合浦郡，太康三年（282年）復置日南郡。西晉末領7郡。
合浦郡
孫吳舊郡，郡治合浦縣（治今廣西壯族自治區浦北縣東北），領合浦、南平、毒質、朱盧、平山、連道、昌平7縣。太康元年（280年）珠崖郡珠官、徐聞縣來隸，昌平、連道、平山3縣移屬合浦屬國；增置蕩昌、晉始2縣，廢朱盧縣。西晉末領合浦、南平、毒質、徐聞、珠官、蕩昌、晉始7縣
交趾郡
孫吳舊郡，郡治龍編縣（今越南社會主義共和國河內市東天德江北岸），領龍編、苟漏、望海、嬴婁、西於、武寧、朱鳶、曲陽、交興、北帶、稽徐、定安、武安（後改名南定）、軍平（後改名海平）14縣，至西晉末未變。
新昌郡
孫吳舊郡，郡治麊泠縣（今越南社會主義共和國富壽省北），領麊泠、嘉寧、吳定、封山4縣。晉平吳後增置臨西　西道2縣，西晉未領縣同前。
武平郡
孫吳舊郡，郡治平道縣（今越南社會主義共和國永福省安樂縣），領平道、武興、進山、根寧、安武、扶安、封溪7縣，至西晉末未變。
九真郡
孫吳舊郡，郡治胥浦縣（今越南社會主義共和國清化省清化市西北），胥浦、移風、都龐、常樂、建初、扶樂、無編7縣。晉平吳後增置津梧（分移風縣置）、松原（分建初縣置）、高安（分常樂縣置）、寧夷、軍安5縣，廢都龐、無編2縣。西晉末領胥浦、移風、建初、常樂、扶樂、津梧、松原、高安、寧夷、軍安10縣。
九德郡
孫吳舊郡，郡治九德縣（今越南社會主義共和國乂安省榮市），領九德、咸驩、陽成（281年改名陽遂）、越裳、都洨、扶芩、曲胥、朱吾、西卷、比景、盧容11縣。太康三年（282年）盧容、朱吾、西卷、比景4縣移屬日南郡，增置南陵、蒲陽、西安3縣，廢越裳縣。西晉末領九德、咸驩、陽遂、扶芩、曲胥、都洨、南陵、蒲陽、西安9縣。
日南郡
孫吳時為九德郡日南屬國，領盧容1縣，太康三年（282年）改置日南郡。。郡治盧容縣（今越南社會主義共和國承天順化省順化市北），領盧容、朱吾、西卷、比景、象林（282年左右置）、無勞（太康年間置）、壽泠（289年置）7縣，至西晉末未變。
珠崖郡（廢除）
孫吳舊郡，郡治徐聞縣（今廣東省徐聞縣南），領徐聞、珠官，晉平吳後廢郡併入合浦郡。

## 縣級行政區
| 交州（州治：龍編縣）                                                                            |        |        |                                  |                                 |                                      |
| 說明：本表為西晉建興四年（316年）交州各郡所轄的縣份；以深灰色表示者，為曾經建置，後來廢除的縣份 |        |        |                                  |                                 |                                      |
| 郡名 （縣數）                                                                                   | 郡治   | 縣名   | 今地位置(2012年12月)             | 隸屬郡國                        | 備注                                 |
| 合浦郡 （7）                                                                                    | 合浦縣 | 合浦縣 | 今廣西壯族自治區合浦縣東北       | 合浦郡(280-316)                 |                                      |
| 合浦郡 （7）                                                                                    | 合浦縣 | 南平縣 | 地望不詳                         | 合浦郡(280-316)                 |                                      |
| 合浦郡 （7）                                                                                    | 合浦縣 | 毒質縣 | 地望不詳                         | 合浦郡(280-316)                 |                                      |
| 合浦郡 （7）                                                                                    | 合浦縣 | 徐聞縣 | 今廣東省徐聞縣南                 | 珠崖郡(280)→合浦郡(280-316)     |                                      |
| 合浦郡 （7）                                                                                    | 合浦縣 | 珠官縣 | 今廣東省徐聞縣南                 | 珠崖郡(280)→合浦郡(280-316)     |                                      |
| 合浦郡 （7）                                                                                    | 合浦縣 | 蕩昌縣 | 今廣西壯族自治區容縣             | 合浦郡(280-316)                 | 晉平吳後分合浦縣置。                 |
| 合浦郡 （7）                                                                                    | 合浦縣 | 晉始縣 | 地望不詳                         | 合浦郡(283後-316)               | 晉武帝太康年間（280-289）置縣。      |
| 合浦郡 （7）                                                                                    | 合浦縣 | 朱盧縣 | 地望不詳                         | 合浦郡(280)                     | 西晉平吳後廢縣。                     |
| 交趾郡 （14）                                                                                   | 龍編縣 | 龍編縣 | 今越南河內市東天德江北岸         | 交趾郡(280-316)                 |                                      |
| 交趾郡 （14）                                                                                   | 龍編縣 | 苟漏縣 | 今越南河内市石室縣               | 交趾郡(280-316)                 |                                      |
| 交趾郡 （14）                                                                                   | 龍編縣 | 望海縣 | 今越南北江省北江市西南梂江北岸   | 交趾郡(280-316)                 |                                      |
| 交趾郡 （14）                                                                                   | 龍編縣 | 嬴婁縣 | 今越南北寧省順成縣隴溪社         | 交趾郡(280-316)                 |                                      |
| 交趾郡 （14）                                                                                   | 龍編縣 | 西於縣 | 今越南河內市北東英縣古螺社       | 交趾郡(280-316)                 |                                      |
| 交趾郡 （14）                                                                                   | 龍編縣 | 武寧縣 | 今越南北寧省北寧市               | 交趾郡(280-316)                 |                                      |
| 交趾郡 （14）                                                                                   | 龍編縣 | 朱鳶縣 | 今越南河內市東南紅河西岸         | 交趾郡(280-316)                 |                                      |
| 交趾郡 （14）                                                                                   | 龍編縣 | 曲陽縣 | 今越南海陽省海陽市附近           | 交趾郡(280-316)                 |                                      |
| 交趾郡 （14）                                                                                   | 龍編縣 | 交興縣 | 地望不詳                         | 交趾郡(280-316)                 |                                      |
| 交趾郡 （14）                                                                                   | 龍編縣 | 北帶縣 | 今越南興安省文林縣附近           | 交趾郡(280-316)                 |                                      |
| 交趾郡 （14）                                                                                   | 龍編縣 | 稽徐縣 | 今越南海陽省海陽市西計瑟一帶     | 交趾郡(280-316)                 |                                      |
| 交趾郡 （14）                                                                                   | 龍編縣 | 定安縣 | 今越南河南省                     | 交趾郡(280-316)                 |                                      |
| 交趾郡 （14）                                                                                   | 龍編縣 | 南定縣 | 今越南南定省東南                 | 交趾郡(280-316)                 | 孫吳名武安縣，西晉平吳後改名南定縣。 |
| 交趾郡 （14）                                                                                   | 龍編縣 | 海平縣 | 今越南廣寧省先安縣               | 交趾郡(280-316)                 | 孫吳名軍平縣，西晉平吳後改名海平縣。 |
| 新昌郡 （6）                                                                                    | 麊泠縣 | 麊泠縣 | 今越南富壽省北                   | 新昌郡(280-316)                 |                                      |
| 新昌郡 （6）                                                                                    | 麊泠縣 | 嘉寧縣 | 今越南河內市西巴位縣             | 新昌郡(280-316)                 |                                      |
| 新昌郡 （6）                                                                                    | 麊泠縣 | 吳定縣 | 今越南宣光省                     | 新昌郡(280-316)                 |                                      |
| 新昌郡 （6）                                                                                    | 麊泠縣 | 封山縣 | 地望不詳                         | 新昌郡(280-316)                 |                                      |
| 新昌郡 （6）                                                                                    | 麊泠縣 | 臨西縣 | 今越南富壽省                     | 新昌郡(280-316)                 | 晉平吳後置縣。                       |
| 新昌郡 （6）                                                                                    | 麊泠縣 | 西道縣 | 今越南安沛省                     | 新昌郡(280-316)                 | 晉平吳後置縣。                       |
| 武平郡 （7）                                                                                    | 平道縣 | 平道縣 | 今越南永福省安樂縣               | 武平郡(280-316)                 |                                      |
| 武平郡 （7）                                                                                    | 平道縣 | 武興縣 | 地望不詳                         | 武平郡(280-316)                 |                                      |
| 武平郡 （7）                                                                                    | 平道縣 | 進山縣 | 地望不詳                         | 武平郡(280-316)                 |                                      |
| 武平郡 （7）                                                                                    | 平道縣 | 根寧縣 | 地望不詳                         | 武平郡(280-316)                 |                                      |
| 武平郡 （7）                                                                                    | 平道縣 | 安武縣 | 地望不詳                         | 武平郡(280-316)                 |                                      |
| 武平郡 （7）                                                                                    | 平道縣 | 扶安縣 | 今越南太原省南普安縣             | 武平郡(280-316)                 |                                      |
| 武平郡 （7）                                                                                    | 平道縣 | 封溪縣 | 今越南永福省安樂縣東             | 武平郡(280-316)                 |                                      |
| 九真郡 （10）                                                                                   | 胥浦縣 | 胥浦縣 | 今越南清化省清化市西北           | 九真郡(280-316)                 |                                      |
| 九真郡 （10）                                                                                   | 胥浦縣 | 移風縣 | 今越南清化省清化市北馬江南岸     | 九真郡(280-316)                 |                                      |
| 九真郡 （10）                                                                                   | 胥浦縣 | 建初縣 | 今越南清化省清化市東             | 九真郡(280-316)                 |                                      |
| 九真郡 （10）                                                                                   | 胥浦縣 | 常樂縣 | 今越南清化省清化市東             | 九真郡(280-316)                 |                                      |
| 九真郡 （10）                                                                                   | 胥浦縣 | 扶樂縣 | 地望不詳                         | 九真郡(280-316)                 |                                      |
| 九真郡 （10）                                                                                   | 胥浦縣 | 津梧縣 | 今越南清化省清化市北             | 九真郡(280-316)                 | 晉平吳後分移風縣置。                 |
| 九真郡 （10）                                                                                   | 胥浦縣 | 松原縣 | 今越南清化省清化市西南           | 九真郡(280-316)                 | 晉平吳後分建初縣置。                 |
| 九真郡 （10）                                                                                   | 胥浦縣 | 高安縣 | 今越南清化省清化市南             | 九真郡(280後-316)               | 晉平吳後分常樂縣置。                 |
| 九真郡 （10）                                                                                   | 胥浦縣 | 寧夷縣 | 地望不詳                         | 九真郡(280後-316)               | 晉太康年間（280-289）置縣。          |
| 九真郡 （10）                                                                                   | 胥浦縣 | 軍安縣 | 今越南清化省肇山縣納山一帶       | 九真郡(280後-316)               | 晉太康年間（280-289）置縣。          |
| 九真郡 （10）                                                                                   | 胥浦縣 | 無編縣 | 今越南清化省宜山市社西龍施       | 九真郡(280)                     | 晉平吳後廢縣。                       |
| 九真郡 （10）                                                                                   | 胥浦縣 | 都龐縣 | 今越南清化省清化市北             | 九真郡(280)                     | 晉平吳後廢縣。                       |
| 九德郡 （9）                                                                                    | 九德縣 | 九德縣 | 今越南乂安省榮市                 | 九德郡(280-316)                 |                                      |
| 九德郡 （9）                                                                                    | 九德縣 | 咸驩縣 | 今越南乂安省演州縣西             | 九德郡(280-316)                 |                                      |
| 九德郡 （9）                                                                                    | 九德縣 | 陽遠縣 | 今越南乂安省榮市東               | 九德郡(280-316)                 | 孫吳名陽成縣，晉平吳後改名陽遠縣。   |
| 九德郡 （9）                                                                                    | 九德縣 | 扶芩縣 | 地望不詳                         | 九德郡(280-316)                 |                                      |
| 九德郡 （9）                                                                                    | 九德縣 | 曲胥縣 | 地望不詳                         | 九德郡(280-316)                 |                                      |
| 九德郡 （9）                                                                                    | 九德縣 | 都洨縣 | 今越南乂安省榮市西北             | 九德郡(280-316)                 |                                      |
| 九德郡 （9）                                                                                    | 九德縣 | 南陵縣 | 地望不詳                         | 九德郡(280-316)                 | 晉平吳後置縣。                       |
| 九德郡 （9）                                                                                    | 九德縣 | 蒲陽縣 | 地望不詳                         | 九德郡(280-316)                 | 晉平吳後分陽遠縣置。                 |
| 九德郡 （9）                                                                                    | 九德縣 | 西安縣 | 地望不詳                         | 九德郡(280後-316)               | 晉太康年間（280-289）置縣。          |
| 九德郡 （9）                                                                                    | 九德縣 | 越裳縣 | 今越南河靜省河靜市西北           | 九德郡(280)                     | 晉平吳後廢縣。。                     |
| 日南郡 （7）                                                                                    | 盧容縣 | 盧容縣 | 今越南承天順化省順化市北         | 九德郡(280-282)→日南郡(282-316) |                                      |
| 日南郡 （7）                                                                                    | 盧容縣 | 朱吾縣 | 今越南廣平省洞海市南麗水縣       | 九德郡(280-282)→日南郡(282-316) |                                      |
| 日南郡 （7）                                                                                    | 盧容縣 | 西卷縣 | 今越南廣治省廣治河與甘露河合流處 | 九德郡(280-282)→日南郡(282-316) |                                      |
| 日南郡 （7）                                                                                    | 盧容縣 | 比景縣 | 今越南廣平省南部，日麗江流域地區 | 九德郡(280-282)→日南郡(282-316) |                                      |
| 日南郡 （7）                                                                                    | 盧容縣 | 象林縣 | 疑今越南廣南省會安市西南一帶     | 日南郡(282-316)                 | 太康三年（282年）時已置縣。          |
| 日南郡 （7）                                                                                    | 盧容縣 | 無勞縣 | 地望不詳                         | 日南郡(289?-316)                | 晉太康年間（280-289）分比景縣置縣。  |
| 日南郡 （7）                                                                                    | 盧容縣 | 壽泠縣 | 地望不詳                         | 日南郡(289-316)                 | 晉太康十年（289年）分西卷縣置縣。    |

## 出處
1. ↑  《宋書》卷38〈州郡志四〉：「日南太守，秦象郡，漢武元鼎六年更名，吳省，晉武帝太康三年復立。」；《太平寰宇記》卷165〈嶺南道鬱林州南流縣〉：「廢牢州……秦為象郡地，二漢屬日南郡，吳省，晉平吳復置。」；《水經注》卷36〈溫水〉：「晉太康三年，省日南郡屬國都尉，以其所統盧容縣置日南郡。」
2. ↑  《晉書》卷15〈地理志下·交州〉：「平吳後，省珠崖入合浦。」
3. ↑  《宋書》卷38〈州郡志四·合浦太守〉：「蕩昌長，晉武分合浦立。」
4. ↑  《宋書》卷38〈州郡志四·合浦太守〉：「晉始長，晉武帝立。」
5. ↑  《宋書》卷38〈州郡志四·交趾太守〉：「南定令，吳立曰武安。
6. ↑  《宋書》卷38〈州郡志四·交趾太守〉：「海平令，吳立曰軍平，晉武改名。
7. ↑  《宋書》卷38〈州郡志四·九真太守〉：「津梧長，晉武帝分移風立。」
8. ↑  《宋書》卷38〈州郡志四·九真太守〉：「松原令，晉武帝分建初立。」
9. ↑  《宋書》卷38〈州郡志四·九真太守〉：「高安令，何志晉武帝立。《太康地志》無。《吳錄》晉分常樂立。」
10. ↑  《宋書》卷38〈州郡志四·九真太守〉：「寧夷長，何志晉武帝立，《太康地志》無。」
11. ↑  《宋書》卷38〈州郡志四·九真太守〉：「軍安長，何志晉武帝立。《太康地志》無此縣，而交趾有軍平縣。」
12. ↑  《輿地廣記》卷38〈廣南路〉：「本無編，二漢屬九真郡，晉省之。」
13. ↑  《方輿紀要》卷112〈安南清化府〉：「後漢省，三國吳復置，晉初廢。」
14. ↑  《宋書》卷38〈州郡志四·九德太守〉：「浦陽令，晉武帝分陽遠立。陽遠，吳立曰陽成，太康二年更名，後省。」
15. ↑  《宋書》卷38〈州郡志四·九德太守〉：「南陵長，何志晉武帝立。《太康地志》無，王隱有。」
16. ↑  《宋書》卷38〈州郡志四·九德太守〉：「浦陽令，晉武帝分陽遠立。」
17. ↑  《宋書》卷38〈州郡志四·九德太守〉：「西安長，何志晉武帝立。《太康地志》無。《吳錄》亦無。」
18. ↑  《宋書》卷38〈州郡志四·九德太守〉：「越常長，何志吳立，《太康地志》無。」
19. ↑  《水經注》卷36〈溫水〉：「晉太康三年，省日南郡屬國都尉，以其所統盧容縣置日南郡及象林縣之故治。」
20. ↑  《宋書》卷38〈州郡志四·日南太守〉：「無勞長，晉武分比景立。」
21. ↑  《宋書》卷38〈州郡志四·日南太守〉：「壽泠令，晉武太康十年，分西卷立。」

### 書籍
- 吳增僅，《三國郡縣表》，上海：開明書局，1937
- 李錫甫，《漢晉城陽郡沿革考》，國立編譯館館刊第6卷第一期，1977
- 劉琳，《華陽國志校注》，成都：巴蜀書社，1984
- 李曉杰，《東漢政區地理》，北京：人民出版社，1987
- 胡阿祥，《六朝疆域與政區研究》（增訂本），北京：學苑出版社，2005
- 錢儀吉、楊晨，《三國會要》，上海：上海古籍出版社，2006
- 陳健梅，《孫吳政區地理研究》，長沙：岳麓書社，2007
- 孔祥軍，《三國政區地理研究》，南京：南京大學歷史系，2007
- 任乃強，《華陽國志校補圖注》，上海：上海古籍出版社，2009
- 孔祥軍，《晉書地理志校注》，北京：新世界出版社，2012
- 胡阿祥、孔祥軍、徐成合著，《中國行政區劃通史·三國兩晉南朝卷》，上海：復旦大學出版社，2014
- 范曄，《後漢書》，維基文庫
- 房玄齡，《晉書》，維基文庫
- 沈約，《宋書》，維基文庫
- 魏收，《魏書》，維基文庫
- 李吉甫，《元和郡縣圖志》，維基文庫
- 樂史，《太平寰宇記》，維基文庫
- 歐陽忞，《輿地廣記》，維基文庫
- 酈道元，《水經注》，維基文庫